# Вивери (подсемейство)
Вивери (Viverrinae) представлява най-голямото подсемейство в рамките на семейство Виверови (Viverridae), включващо пет рода, обединяващи 22 вида, местни за Африка и Югоизточна Азия. Подсемейството е деноминирано и описано за първи път от Джон Едуард Грей през 1864 г.

## Класификация
Грей определя Viverrinae като включващ родовете Proteles, Viverra, Bassaris и Viverricula. Той подчинява родовете Genetta и Fossa на Genettina, родовете Prionodon и Poiana на Prionodontinae. Реджиналд Инъс Поукък предполага, че африканските генети (Genetta) също така са най-близки до Viverrinae, но може би трябва да образуват отделно подсемейство. Уилям Кинг Грегъри и Майло Хелман поставят Viverra, Viverricula, Civettictis, Genetta, Osbornictis, Poiana и родовете Didymictis и Viverravus от еоцена в Северна Америка като еукреодонти в това подсемейство вивериди. Елерман и Морисън-Скот също включват рода Prionodon.
ДНК анализ, базиран на 29 вида хищници, включващ 13 вида Viverrinae и три вида от Paradoxurus, Paguma и Hemigalinae, подкрепя поставянето на Prionodon в монородовото семейство Prionodontidae като сестринска група на Felidae. Тези изследвания също така изясняват противоречивия въпрос за границите на подсемейството, включващо Viverrinae, тъй като се състои от две монофилетични групи, а именно сухоземните цивети Civettictis – Viverra – Viverricula и Poiana – Genetta.
Понастоящем Viverrinae включва:
| Род                       | Видове                                                                   | Статус и разпространение съгласно Червения списък на IUCN |
| ------------------------- | ------------------------------------------------------------------------ | --------------------------------------------------------- |
| Viverra Linnaeus, 1758    | Голяма индийска цивета ( V. zibetha ) Linnaeus, 1758                     | LC                                                        |
| Viverra Linnaeus, 1758    | Малайска цивета (V. tangalunga) Gray, 1832 <                             | LC                                                        |
| Viverra Linnaeus, 1758    | Малабарска цивета (V. civettina) Blyth, 1862                             | CR                                                        |
| Viverra Linnaeus, 1758    | Едропетниста цивета (V. megaspila) Blyth, 1862 </img>                    | EN                                                        |
| Viverricula Hodgson, 1838 | Малка индийска цивета ( V. indica ) Étienne Geoffroy Saint-Hilaire, 1803 | LC                                                        |
| Civettictis Pocock, 1915  | Африканска цивета (C. civetta) (Schreber, 1776) <                        | LC                                                        |

## Разпространение и екология
Това подсемейство се среща в целия ориенталски регион и е представено в Африка от африканската цивета (Civettictis civetta). Смята се, че обикновената генета ( Genetta genetta ) е въведена в Европа и на Балеарските острови и се среща в цяла континентална Португалия, Испания и по-голямата част от Франция.
Те обикновено са самотни и всеядни, въпреки поставянето им в разред Хищници.